# 町田行彦
町田行彦（1934年3月8日—）為日本的棒球選手，出生於長野県長野市。他曾效力於日本職棒東京養樂多燕子等隊伍，於1965年退休，生涯通算129支全壘打。